# Surigao
Surigao – miasto na Filipinach na północnym krańcu wyspy Mindanao w prowincji Surigao del Norte. Na północ od miasta znajduje się Cieśnina Surigao, na której wodach podczas II wojny światowej rozegrała się część bitwy w zatoce Leyte – największej bitwy morskiej wszech czasów.
Ludność: 171 tys. mieszkańców (2020).
Port handlowy, wywóz eksploatowanych w pobliżu rud metali (żelaza, niklu, złota).
Założone w 1752 r. Prawa miejskie w 1970 r.

## Lokalna władza
Miasto Surigao jest zarządzane przez system burmistrz-rada. Rada miejska, w kraju zwana Sangguniang Panlungsod, składa się z wiceburmistrza i 12 członków rady. Burmistrz wybierany jest bezpośrednio co trzy lata.